# 君野夢真
君野夢真（日语：／ Kimino Yuma，2006年6月15日—）是前日本的童星，现已隐退。出生于兵庫縣，隶属于Jobbykids旗下。

## 簡介
2012年、連續劇幽靈媽媽搜查線招募小演員，君野夢真從一百多人當中脫穎而出，獲得此劇飾演上原蜻蜓的角色。飾演蜻蜓母親上原蝶子的仲間由紀惠說：“第一次見面的時候他很有活力的笑著跟我打招呼，所以我想，和他一起的話，拍攝的這段日子一定會過得很愉快。”

## 影視作品

### 電視
- SPEC～警視廳公安部公安第五課 未詳事件特別對策係事件簿～（2010年、TBS）飾 杉太郎
- 廚藝小天王（日语：味いちもんめ）（2011年、朝日電視台）飾 安達信太郎（童年）
- IS~性别不明（日语：IS～男でも女でもない性）（2011年、東京電視台）飾 春（童年）
- マメシバ一郎（2011年、東名阪ネット6）
- 平清盛（2012年、NHK大河劇）鬼武者（源頼朝童年）役
- 幽靈媽媽搜查線（2012年、日本電視台）飾 上原蜻蜓
- 原宿ネストカフェ 第6話（2012年11月10日、TBS）飾 コウタ
- 實習醫生五人組（日语：レジデント～5人の研修醫） 第7話（2012年11月29日、TBS）飾 橋本大樹
- 合宿的戀人（2013年、日本テレビ）飾 櫻井空知
- 潛入偵探蜥蜴（2013年、TBS）飾 茂手木蒼太
- 東京下町古書店（2013年、日本テレビ）飾 堀田研人
- White Lab～警視廳特別科學搜查班～ 第2話（2014年4月21日、TBS）飾 島村宏輝
- 戦力外捜査官 SPECIAL（2015年3月21日、日本テレビ）飾 秋葉裕太